# Albu (commune)
Pour les articles homonymes, voir Albu.
Albu (autrefois Alp) est une commune rurale estonienne située dans le Järvamaa. Sa population compte 1 173 habitants(1er janvier 2012).

## Municipalité
Elle est constituée de seize villages :
Ageri - Ahula - Albu - Järva-Madise - Kaalepi - Lehtmetsa - Mägede - Mõnuvere - Neitla - Orgmetsa - Peedu - Pullevere - Seidla - Soosalu - Sugalepa - Vetepere

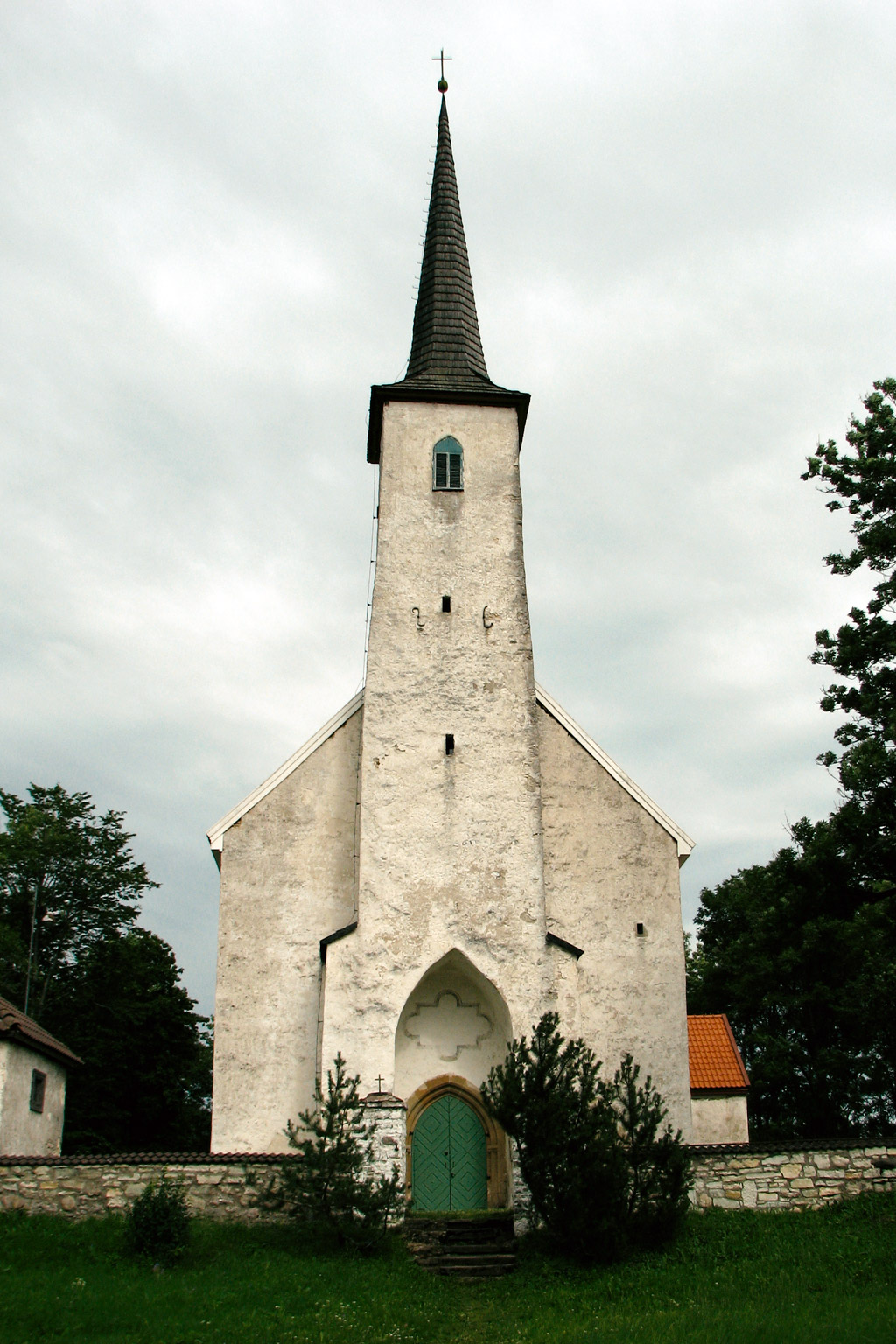
Vue de l'église Saint-Matthieu de Järva-Madise.